# Seznam panamskih pesnikov
Seznam panamskih pesnikov.

## C
- José Carr
- Héctor Collado

## G
- Abadio Green

## M
- Pablo Menacho

## N
- Manuel Orestes Nieto

## T
- Aristeides Turpana

## W
- Carlos Wong